# Окрузи Норвешке
Краљевина Норвешка је подељена на 18 управних округа (норв. јед. fylke, мн. fylker). Окрузи представљају први степен поделе, а следе општине (норв. јед. kommune, мн. kommuner), којих има укупно 422. Главни град Осло, због свог значаја и величине, има посебан статус, па је истовремено и округ и општина.

## Историјат
Појам округа (норв. јед. fylke, мн. fylker) је историјски и везује се за средњи век.
Данашња подела Норвешке на округе спроведена је 1919. године, када су окрузи заменили дотадашње амтове (норв. јед. amt, мн. amter).
Једина важнија промена током следећих деценија била је припајање града Бергена њему окружујећем округу Хордаланд 1972. године.
Последњих година постоји расправа на нивоу државе око потребе за данашњим устројством државе на округе.

## Попис округа
Напомена: Број (ISO-код) 13 не означава ниједан округ, јер се град Берген, који је носио дати број, спојио 1972. године са околним округом Хордаланд
| ISO-код | Грб | Назив             | Матерњи назив    | Седиште       | Површина (у km²) | број ст. (2010) | Густ. нас. (ст./km²) | Број општина |
| ------- | --- | ----------------- | ---------------- | ------------- | ---------------- | --------------- | -------------------- | ------------ |
| 01      |     | Естфолд           | Østfold          | Сарпсборг     | 4.182,19         | 276.647         | 66,1                 | 18           |
| 02      |     | Акерсхус          | Akershus         | Град Осло     | 4.918,05         | 550.534         | 111,9                | 22           |
| 03      |     | Осло              | Oslo             | Град Осло     | 454,03           | 607.292         | 1.337,6              | 1            |
| 04      |     | Хедмарк           | Hedmark          | Хамар         | 27.399,61        | 192.064         | 7,0                  | 22           |
| 05      |     | Опланд            | Oppland          | Лилехамер     | 25.189,61        | 186.744         | 7,4                  | 26           |
| 06      |     | Бускеруд          | Buskerud         | Драмен        | 14.910,76        | 263.183         | 17,7                 | 21           |
| 07      |     | Вестфолд          | Vestfold         | Тенсберг      | 2.224,36         | 235.179         | 105,7                | 14           |
| 08      |     | Телемарк          | Telemark         | Скијен        | 15.299,22        | 169.516         | 11,1                 | 18           |
| 09      |     | Источни Агдер     | Aust-Agder       | Арендал       | 9.158,16         | 110.819         | 12,1                 | 15           |
| 10      |     | Западни Агдер     | Vest-Agder       | Кристијансанд | 7.276,38         | 173.465         | 23,8                 | 15           |
| 11      |     | Рогаланд          | Rogaland         | Ставангер     | 9.375,91         | 439.684         | 46,9                 | 26           |
| 12      |     | Хордаланд         | Hordaland        | Берген        | 15.440,03        | 486.832         | 31,5                 | 33           |
| 14      |     | Согн ог Фјордане  | Sogn og Fjordane | Лејкангер     | 18.622,73        | 108.044         | 5,8                  | 26           |
| 15      |     | Мере ог Ромсдал   | Møre og Romsdal  | Молде         | 15.113,67        | 255.431         | 16,9                 | 36           |
| 16      |     | Јужни Тренделаг   | Sør-Trøndelag    | Трондхејм     | 18.855,75        | 295.385         | 15,7                 | 25           |
| 17      |     | Северни Тренделаг | Nord-Trøndelag   | Стејнкјер     | 22.414,73        | 132.573         | 5,9                  | 24           |
| 18      |     | Нордланд          | Nordland         | Боде          | 38.460,31        | 237.994         | 6,2                  | 44           |
| 19      |     | Тромс             | Troms            | Тромсе        | 25.869,69        | 158.025         | 6,1                  | 25           |
| 20      |     | Финмарк           | Finnmark         | Вадсе         | 48.615,91        | 73.571          | 1,5                  | 19           |